# Verónica Fernández
Verónica Fernández (Vinuesa, provincia de Soria, 21 de octubre de 1971) es una escritora y guionista de cine española.

## Trayectoria
Es licenciada en Filología Hispánica y graduada en la especialidad de guion por la Escuela de Cinematografía y del Audiovisual de la Comunidad de Madrid.(ECAM). Trabaja como profesora de guion en la ECAM y en la Universidad Carlos III. Comenzó a trabajar como guionista en televisión con un capítulo de la serie A las once en casa y en 2001 compartió el Goya al mejor guion original con Achero Mañas por El bola.
Además de guionista, es responsable creativa, coordinadora de guiones y productora ejecutiva en diferentes series de televisión. Realizó el guion de seis episodios de El comisario y de ocho de Cuéntame cómo pasó. Fue nominada al mejor guion en los Premios Iris 2015 por El Príncipe.
En 2019 fue nombrada directora de contenidos de la plataforma Netflix en las oficinas de Tres Cantos en España, donde ha sido responsable creativa de la serie Hache.

## Reconocimientos
- En 2001 recibió el Premio Goya Mejor guion original, por El Bola junto a Achero Mañas.[3]
- En 2015 fue finalista en los Premios Emmy Internacionales por Ciega a citas.[8]
- En 2015 fue nominada al Mejor guion junto a Aitor Gabilondo, Joan Barbero, Carlos López, Susana Sánchez Carvajal por la serie El príncipe.[4]

## Obra

### Filmografía
- A las once en casa (1998)
- Condenadas a entenderse (1999)
- El Bola (2000)
- Raquel busca su sitio (2000)
- El comisario (2002)
- Cuéntame como pasó (2005)
- Los Serrano (2005)
- MIR (2007)
- El síndrome de Ulises (2007)
- Cazadores de hombres (2008)
- Hospital Central (2005-2011)
- El Príncipe (2014)
- Marsella (2014)
- Ciega a citas (2014)
- Seis hermanas (2015-2017)
- Velvet Colección (2016-2017)
- Lejos de tí (2019)
- Hache (2019)

### Novelas
- 2001 – De qué va eso del amor. Escrita con Yolanda García Serrano. Editorial Destino. ISBN 84-233-3299-3.[9]
- 2007 – Descalza por la vida. Escrita con Yolanda García Serrano. Roca editorial. ISBN 84-96791-13-0.[10]
- 2010 – Lope. Temas de Hoy. ISBN 978-84-8460-887-5.[11]
- 2017 – La librería de Michelle. ISBN 978-84-670-5009-7.[12]